# Elisabeth Mozart Jensen
Elisabeth Mozart Jensen (død 1932) var ejer af Farumgaard fra 1913 og til sin død. Hun var en særdeles velhavende enke efter en jernhandler.
Hun førte gårdens store park tilbage tilbage til dens oprindelige franske barokstil, så den er et af de fineste eksempler på danske barokhaver, hvor hovedbygning og have går op i en højere enhed. Parken blev fredet i 1965.
Ved indgangen til Farumgaard ses hendes monogram på portene. Monogrammet viser bogstaverne J M J.